# زرمهر هزاررفت
زرمهر هزاررفت فرمانده ساسانی از خاندان کارن بود. او همچنین مرزبان ارمنستان در طول یک دوره کوتاه در سال ۴۸۳ میلادی بوده‌است.

## زندگی‌نامه
در سال ۴۵۸ میلادی شاهدخت مامیکونیانی، شوشانیک به دست شوهر مهرانی خود، وارسکن که به دین مزدیسنا گرویده بود، کشته شد. دلیل کشتن او این بود که او از گرویدن به دین مزدیسنا خودداری کرده بود و می‌خواست همچنان مسیحی بماند. وارسکن سپس خودش هم به دست واختانگ یکم، شاه ایبری، به دار آویخته شد. پیروز یکم، شاهنشاه ساسانی پس از آگاهی یافتن از این کار، ارتشی به رهبری شاپور مهران برای کیفر دادن واختانگ برای این کارش فرستاد. با این حال، ارمنی‌ها به یاری واختانگ آمدند و شورشی در ارمنستان ایران به پا شد که واهان مامیکونیان رهبر آن بود.
پیروز سپس فرماندهی دیگر به نام زرمهر را فرستاد که شهر دوین را محاصره کرد. با این حال زرمهر شکست خورد و تنها برای مدت کوتاهی در ارمنستان ایران ماند تا اینکه برای شکست دادن نیروهای واختانگ یکم گسیل داشته شد. زرمهر پس از اینکه شنید پیروز یکم در جنگ با هپتالیان کشته شده‌است، از ایبری به تیسفون پیش پسرش سوخرا آمد تا از شاهنشاهی ساسانی در برابر هپتالیان دفاع کند و همچنین شاهی دیگر برای ایران برگزینند. در این هنگام بلاش یکم، برادر پیروز یکم، شاه ایران شد. با این حال، در عمل، پسر زرمهر هزاررفت، سوخرا، زمام امور را در دست داشت.